# Koekamp (Den Haag)
De Koekamp, soms aangeduid als het Koekamp, is een park en hertenkamp in Den Haag dat historisch gezien deel uitmaakt van het Haagse Bos, dat bestaat uit het bos, de Koekamp en het Malieveld.

## Afbakening, namen en straatnamen
De suffix -kamp verwijst naar een veld, kennelijk met runderen, maar in de zeventiende eeuw werd genoteerd dat er veel herten waren, wat overeenkomt met een functie als warande. Eveneens in de 17e eeuw was er een lijndraaiershuis gevestigd. Soms werd de Koekamp genoemd als de "warande van den Haege", bijvoorbeeld in de Akte van Redemptie uit 1576 en een kaart uit 1645. De onderwijzer Henrick Bruno (1617-1664) schreef een gedicht over de herten op de Koekamp.
De Koekamp en het Malieveld behoren historisch gezien bij het Haagse Bos, maar zijn daarvan gescheiden door de Utrechtsebaan (A12), zodat ze tegenwoordig vaak als zelfstandige eenheden worden gezien.
Aan de centrumzijde van de Koekamp bevindt zich een fietspad dat sinds 2015 de naam Laan van Reagan en Gorbatsjov draagt, verwijzend naar de presidenten die in de jaren tachtig het einde van de Koude Oorlog inleidden.
In de onmiddellijke nabijheid bevinden zich onder meer station Den Haag Centraal en de gebouwen van de Koninklijke Academie van Beeldende Kunsten, van het Ministerie van Financiën en van de Hoge Raad der Nederlanden.

## Geschiedenis

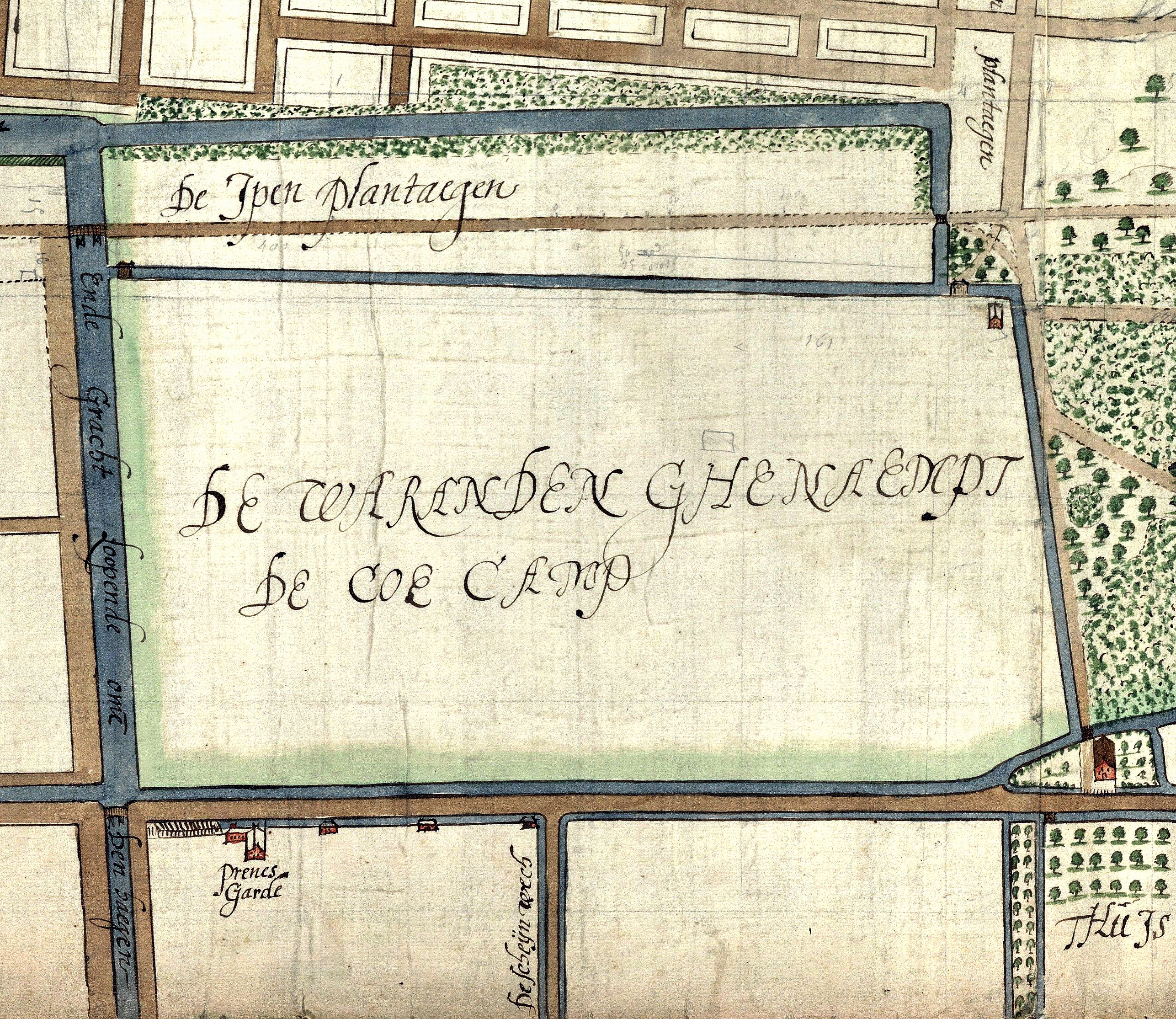
“De waranden ghenaempt de Coe Camp” in 1645

Eeuwenlang was dit een warande, een jachtgebied van de graven van Holland, die zetelden in het slot dat de basis vormt van het huidige Binnenhof. De oudste vermelding van de Koekamp dateert uit 1316.
In de 19e eeuw heeft de tuin- en landschapsarchitect Jan D. Zocher jr. de Koekamp veranderd in een Engelse tuin.
Op 10 mei 1940, bij de Duitse inval, stonden bij het hertenkamp enkele mitrailleurs en een van het Meetgebouw te Waalsdorp afkomstig elektrisch luistertoestel (Nederlandse radar). Met het luistertoestel werden Duitse vliegtuigen gepeild.
In 1989 zou in het  Malieveld/Koekampgebied het Internationaal Homomonument geplaatst worden, maar dit ging niet door en na een jarenlange zoektocht werd een andere locatie gevonden. In 2010 werd die ongeschikt gevonden en in 2015 is het monument verplaatst naar een veld bij het fietspad, de latere Laan van Reagan en Gorbatsjov,
Tussen 2018 en 2023 is de Koekamp heringericht door Staatsbosbeheer en de gemeente Den Haag. De Koekamp werd toegankelijker en er kwam een betere verbinding met het Haagse bos. Op 5 juli 2022 is de vernieuwde Koekamp geopend.

## Natuur
De Koekamp heeft zijn oorspronkelijke functie als dierenweide bewaard. Het is een bospark met grote waterpartijen en een hertenkamp, met edelherten, damherten en sikaherten. Ook komen ieder jaar enkele ooievaars op de Koekamp broeden.
Verder zijn er meerdere beschermde bomen: Midden op de hertenkamp staat een zomereik die bijna driehonderd jaar oud is. Langs de Laan van Reagan en Gorbatsjov, nabij de Koekamplaan, staat een grote paardenkastanjeboom, die omstreeks 1870 is aangeplant en ook wel de Koekampkastanje wordt genoemd. Ten zuidwesten van de Koningstunnel staat een Hollandse linde uit circa 1880.

## Openbaar vervoer
De Koekamp is uitstekend bereikbaar per openbaar vervoer, omdat het dicht bij het Centraal Station ligt, met veel treinen, trams en stads- en streekbussen. Daarnaast zijn de tramhaltes Bosbrug en Korte Voorhout ook dichtbij. 

### Koekamplus
In de plannen voor de Haagse semi-metro was een aansluiting gepland van het hooggelegen tramstation op het dak van station Den Haag Centraal naar Scheveningen. Dit tramviaduct stond bekend als de "Koekamplus". Er waren acht varianten, waarvan drie min of meer door de Koekamp. Door veel verzet is er nooit een viaduct gekomen en kwam de aansluiting gelijkvloers tot stand, via Lage Zand en Schedeldoekshaven.